# Céramique paestane à figures rouges
La céramique paestane à figures rouges est une production artisanale et artistique de la cité antique de Paestum, fondée au sud de la Campanie vers 600 avant notre ère. La colonie grecque, appelée Poseidonia, prend le nom de Paiston au moment de sa conquête par les Lucaniens (fin du Ve siècle av.J.-C.), puis celui de Paestum au moment de sa conquête par les Romains en 272 av. J.-C. La céramique paestane est l'une des cinq productions régionales italiotes à figures rouges traditionnellement identifiées, avec les styles lucanien, apulien, campanien, et sicilien. 

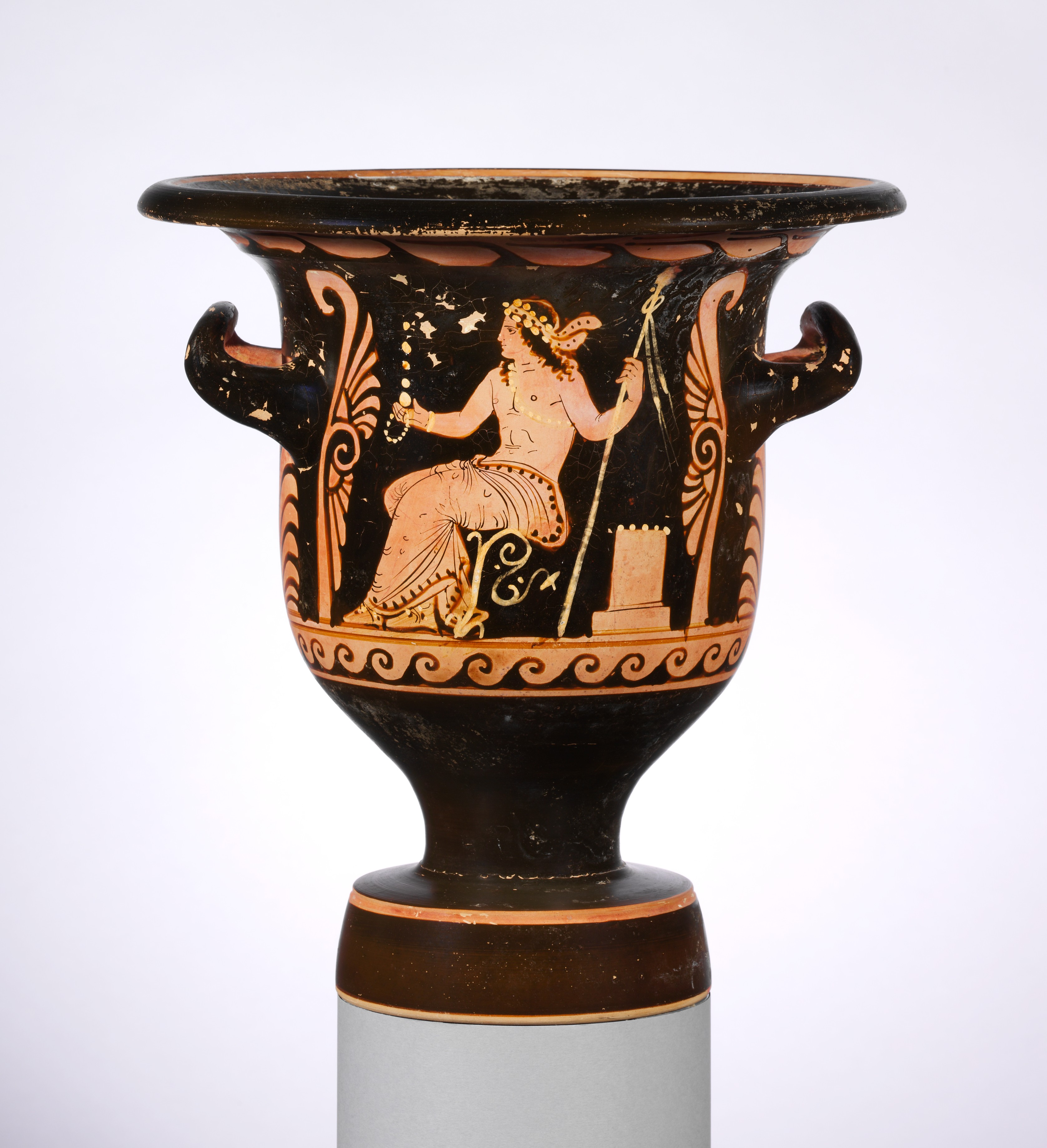
Cratère de Python. Dionysos. New York, Metropolitan Museum of Art

## Naissance de la production

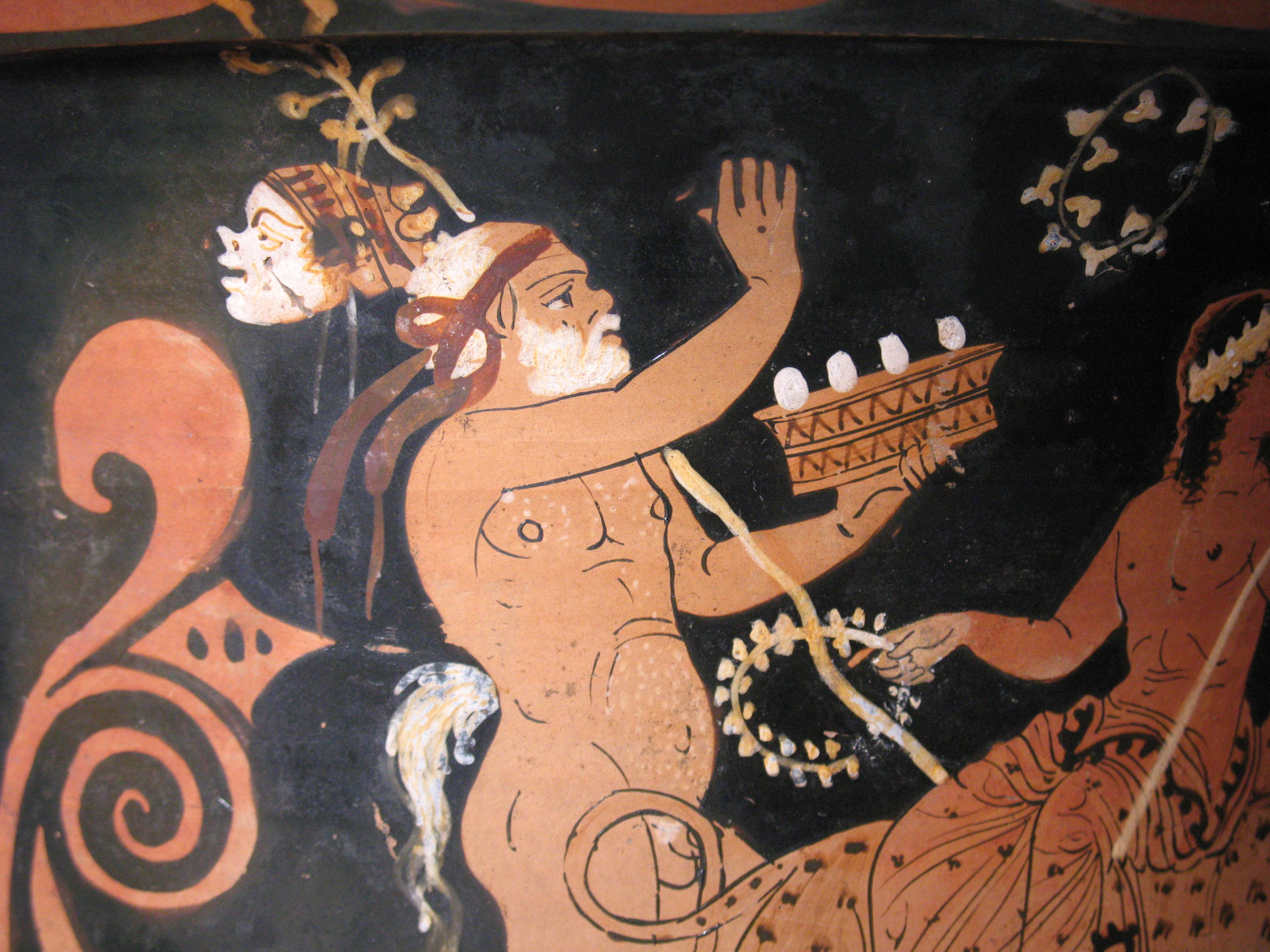
Cratère en cloche du Peintre du Louvre K 240, détail. Paris, musée du Louvre

A la fin du Ve siècle av.J.-C. et au début du IVe siècle av.J.-C., au moment où Paestum passe sous la domination lucanienne, les vases attiques, importés d'Athènes, sont remplacées dans les nécropoles paestanes par des vases à figures rouges ou à peinture superposée de production locale ou italiote, comme ceux du Peintre du Thyrse ou du Peintre de Sydney. Cette phase de transition précède l'apparition, vers 390-380, d'une production locale de grande qualité dont on s'accorde aujourd'hui à penser qu'elle est due à l'arrivée en Campanie d'artisans d'origine sicéliote, dont une partie installée plus au nord, à Capoue, lancera de son côté la production campanienne à figures rouges. Le style, le décor et l'emploi abondant des couleurs de rehaut développés par les peintres paestans dérivent de ceux d'artistes tels que le Peintre du Louvre K 240, dont plusieurs vases ont été trouvés dans la nécropole de Lipari. Le Peintre de l'Oreste de Genève, un des premiers artistes locaux identifiés (on trouve sa production dans les tombes de la nécropole), présente lui aussi des liens avec le groupe sicéliote Prado-Fienga et utilise des modes de composition des images (l'encadrement en tableau des scènes, par exemple) qui feront ensuite l'identité du style paestan.

## Développement des ateliers

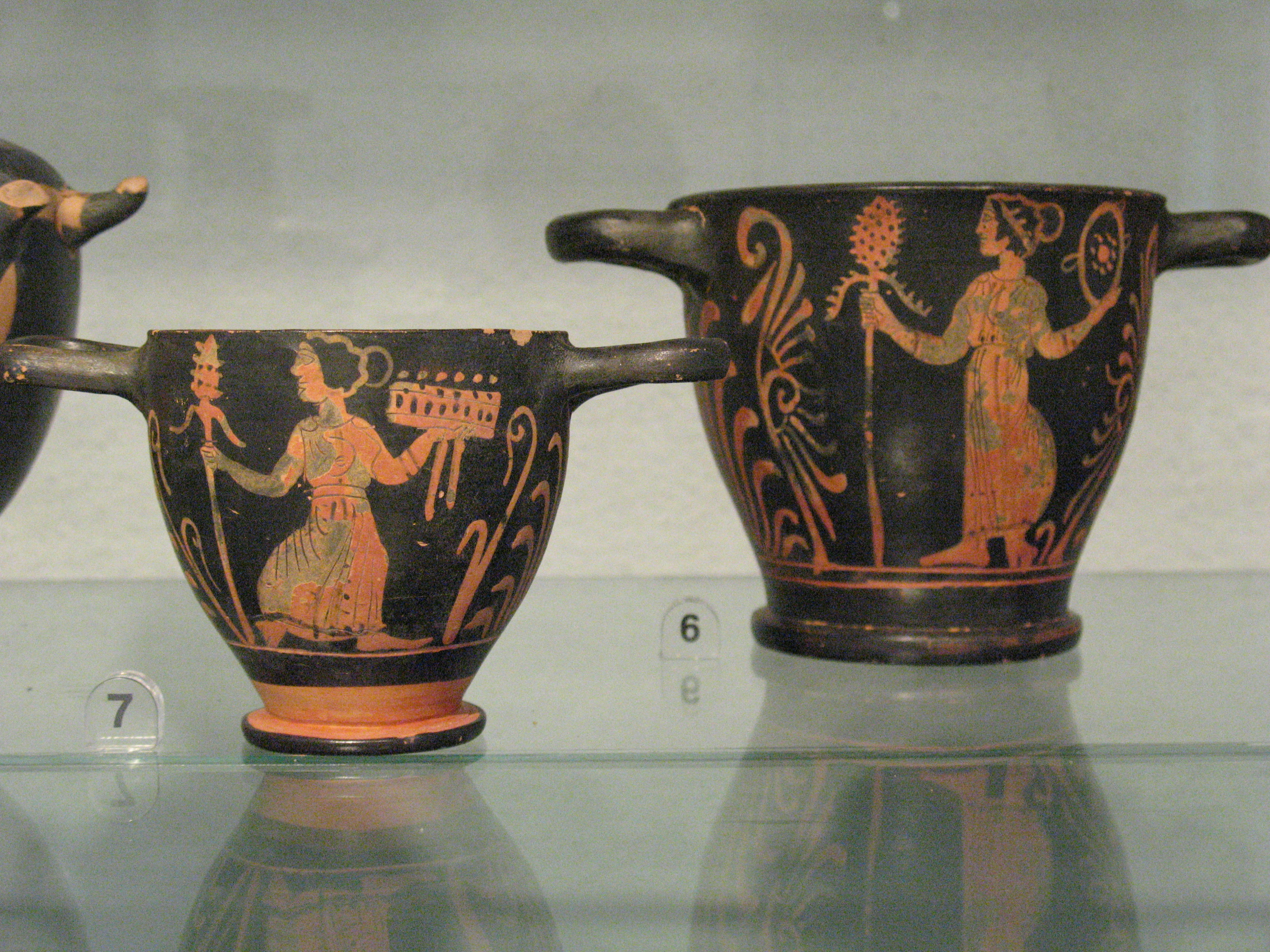
Skyphoi à peinture superposée du Peintre de Sydney, Musée archéologique national de Paestum

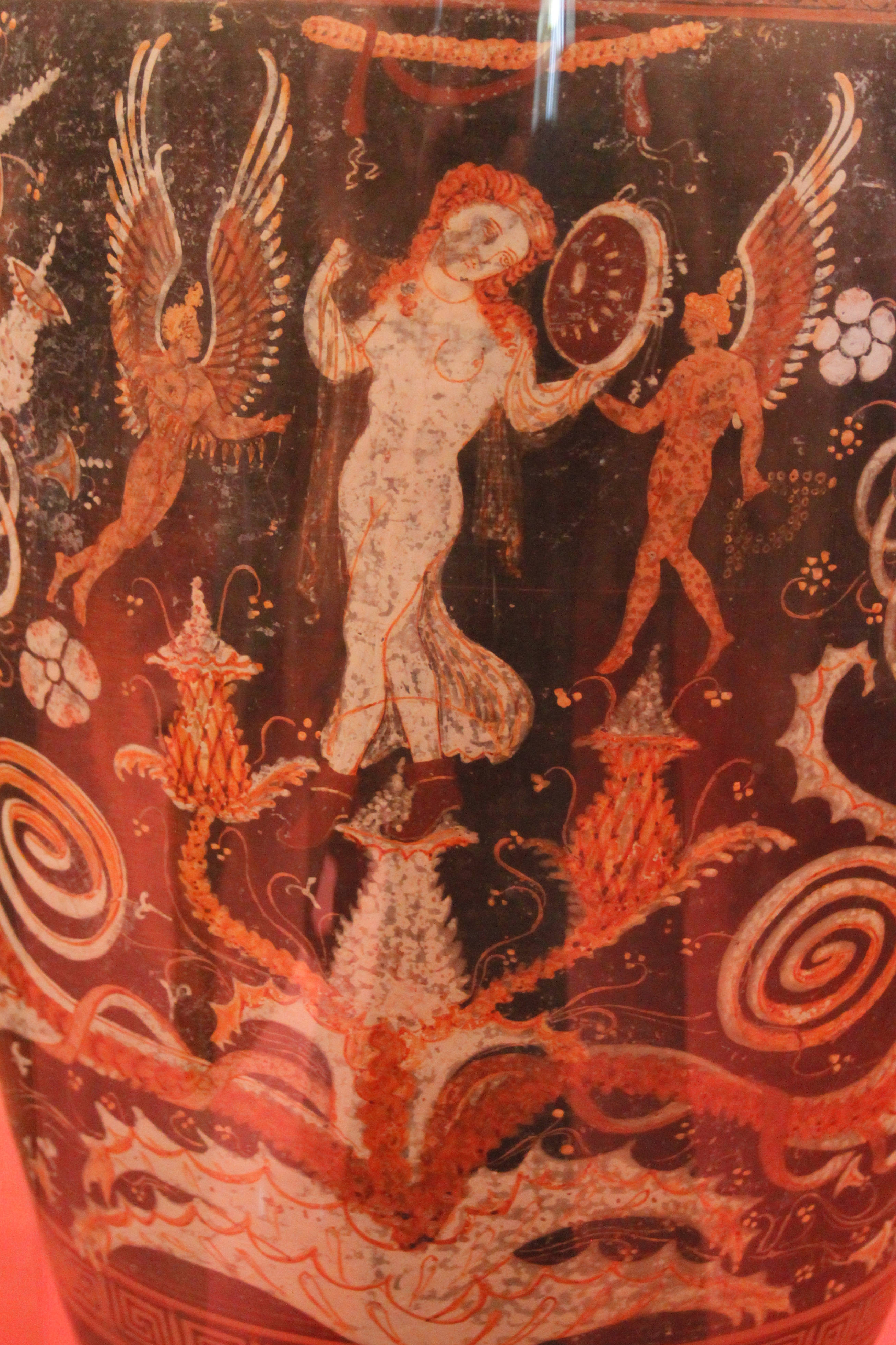
Peintre d'Aphrodite, amphore. Musée archéologique de Paestum

Les deux principaux représentants de la production paestane, qui sont aussi les deux seuls peintres à figures rouges de Grande Grèce à avoir signé leurs œuvres de leur nom sont Astéas (Assteas, 13 vases signés) et Python (2 vases signés), dont l'activité successive peut être située entre 380/370 et 350 environ av. J.-C. Leurs vases, de formes très variées (cratères en calice, cratères en cloche, amphores à col, hydries, lébès gamikoi, lékanides, œnochoés, coupes, lécythes), proviennent pour la plus grande partie des nécropoles de la cité, mais certains parmi les plus beaux étaient aussi exportés vers les sites italiques de l'intérieur de la Campanie, comme Sant'Agata de'Goti. Autour des deux membres principaux de l'atelier et dans leur suite travaillent un certain nombre d'autres peintres, dont on peut identifier la main en dépit de l'uniformité des codes décoratif paestans : le Peintre de l'Oreste de Boston, le Peintre d'Aphrodite, au style très apulisant (plutôt un Paestan ayant adopté les canons du style apulien qu'un artisan émigré depuis l'Apulie comme cela est souvent dit, car son style anatomique démontre ses liens avec Python), le Peintre de Würzburg H 5739. Dans le troisième quart du IVe siècle av.J.-C., un deuxième atelier émerge, avec le peintre de Naples 1778, le Peintre de Naples 2585, le Groupe Apulisant et le Groupe de Spinazzo ; formes et sujet des vases changent, et on note des influences diverses sur la production, aussi bien apuliennes que campaniennes ou siciliennes.

## Langage figuré et iconographie

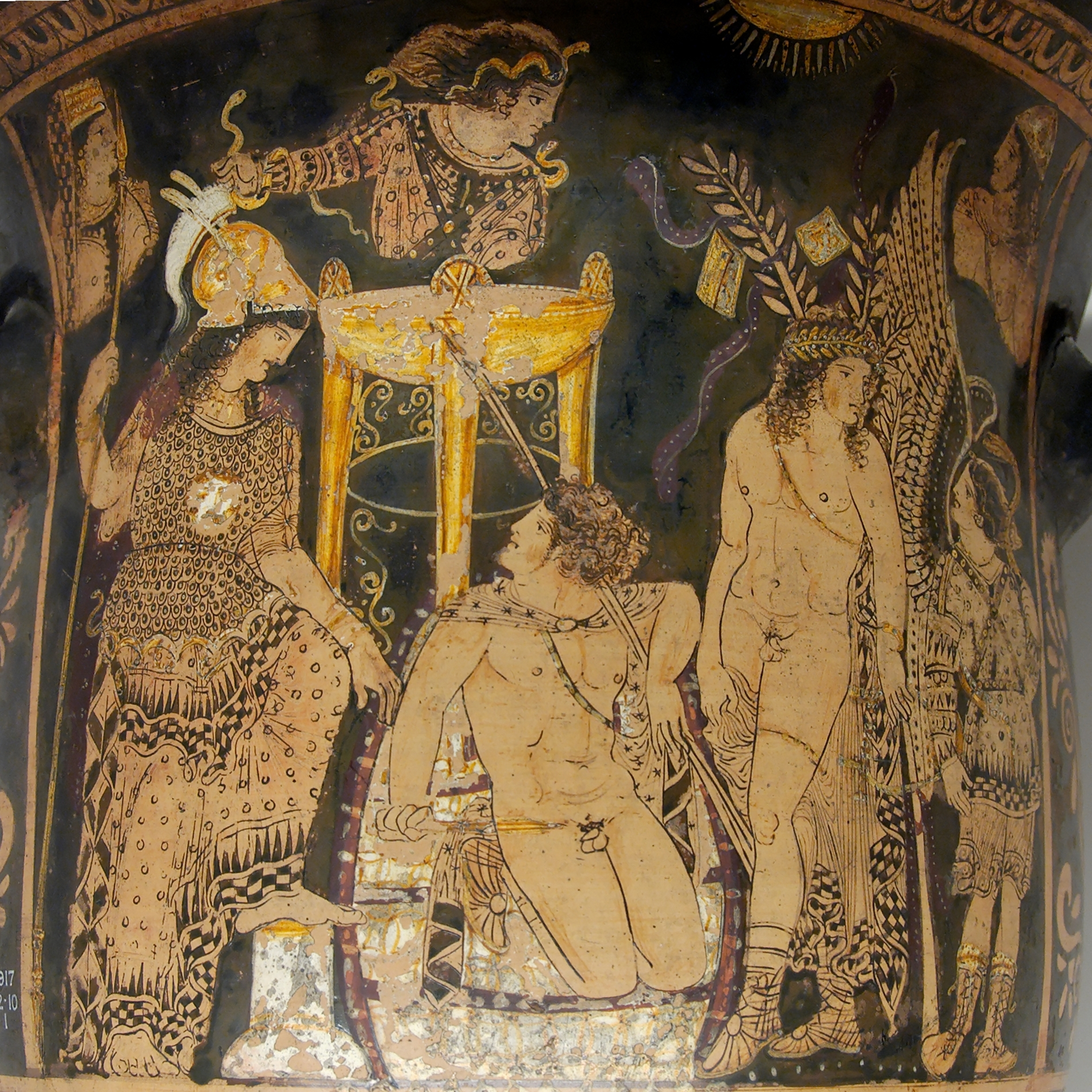
Oreste à Delphes, cratère par le peintre Python, vers 330 av. J.-C. (British Museum, Londres)

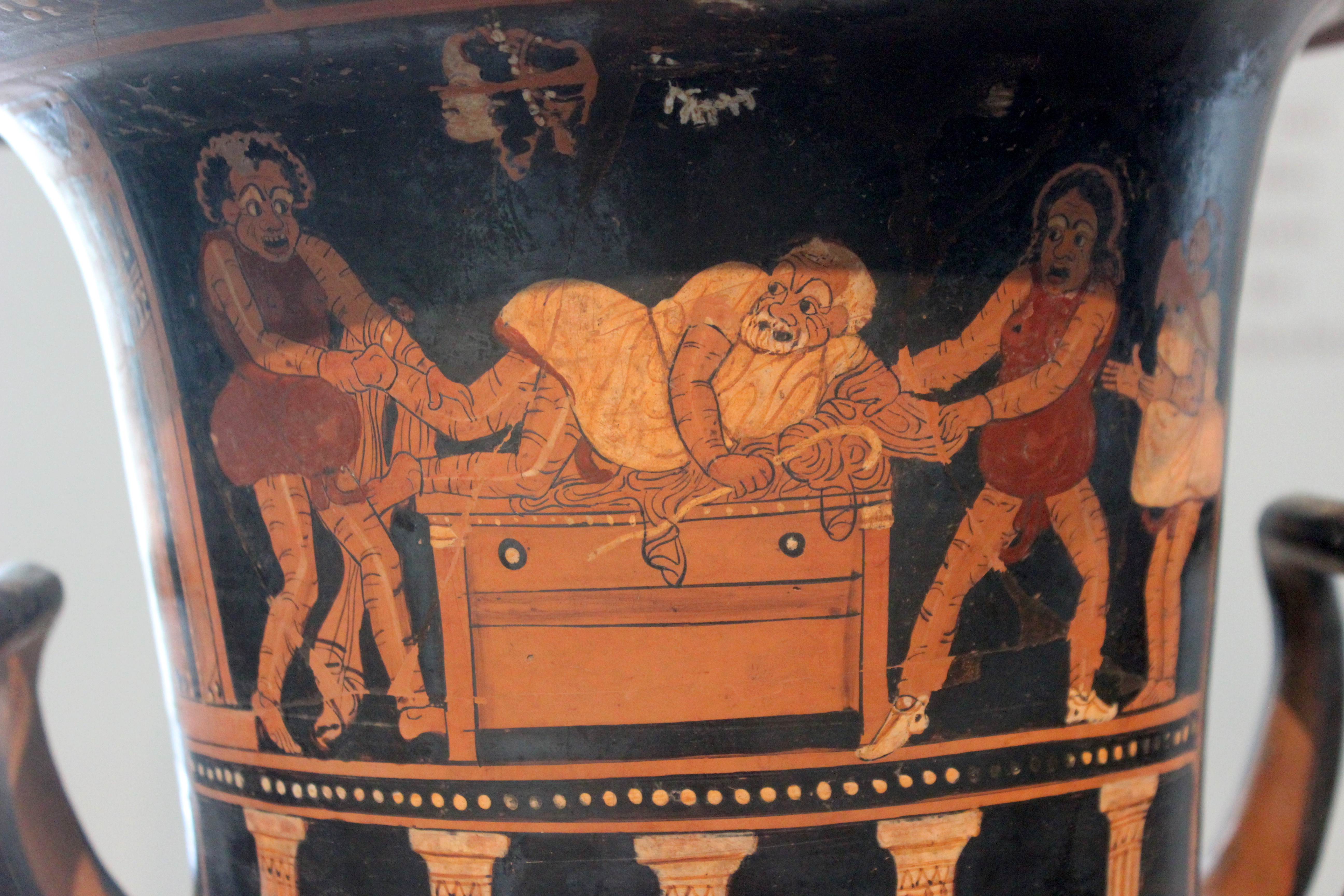
Cratère en calice d'Asteas avec scène de théâtre phlyaque. Berlin, Antikensammlung.

Le langage figuré des vases paestans, vivant et expressif, se caractérise par l'importance des éléments décoratifs (palmettes latérales encadrant les scènes figurées, motif d'ondes sous les scènes, motifs de rinceaux et fleurs en calice appelées "fleur d'Asteas") et par l'utilisation d'un répertoire typique de gestes et d'attitudes : figures animées en cortège, personnages penchés légèrement vers l'avant, s'appuyant souvent sur des plantes ou rochers. La polychromie y est omniprésente, avec de nombreux rehauts blancs, jaunes, et plusieurs nuances de rouge. A côté de la masse des représentations liées à l'univers dionysiaque et à celui d'Aphrodite, on remarque des scènes mythologiques ou tragiques, peu nombreuses mais riches en détail et en personnages nommés (Europe sur le taureau, Cadmos et le dragon, Phrixos et Hellè, Télèphe et Oreste enfant, Oreste à Delphes, Héraclès et les Hespérides ou Alcmène sur le bûcher); le théâtre comique est particulièrement bien représenté par les scènes phlyaques à la verve savoureuse.
Dans l'approche de la céramique figurée paestane, il faut se souvenir que ces vases au répertoire purement grec avaient une destination presque exclusivement funéraire. Au sein de la tombe, ils rendaient compte à travers leur assemblage et les thèmes choisis de la culture et des croyances des défunts, en complément des peintures à fresque qui ornaient les parois et montraient ceux-ci, membres des élites lucaniennes de la cité, dans les moments essentiels de leur vie sociale.

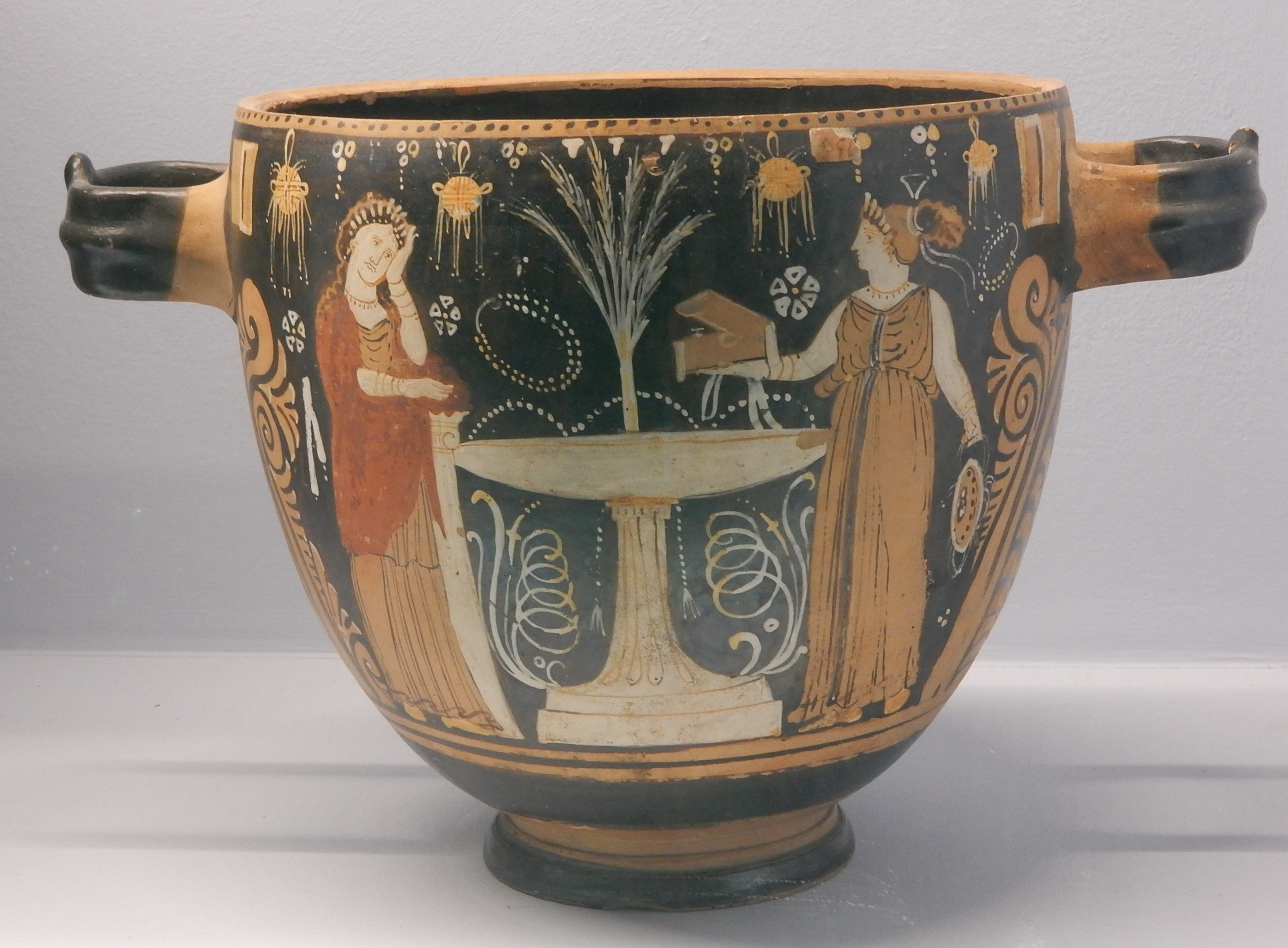
Pyxis skyphoïde du Groupe Apulisant. Naples, Museo Archeologico Nazionale.